# Абдул-Хамид I
Абдул-Хами́д I (осман. عبد الحميد اول‎ / Abd ül-Hamîd-i evvel, тур. Birinci Abdülhamit; 20 марта 1725, Стамбул — 7 апреля 1789, там же) — 27-й султан Османской империи (1774—1789).

## Биография

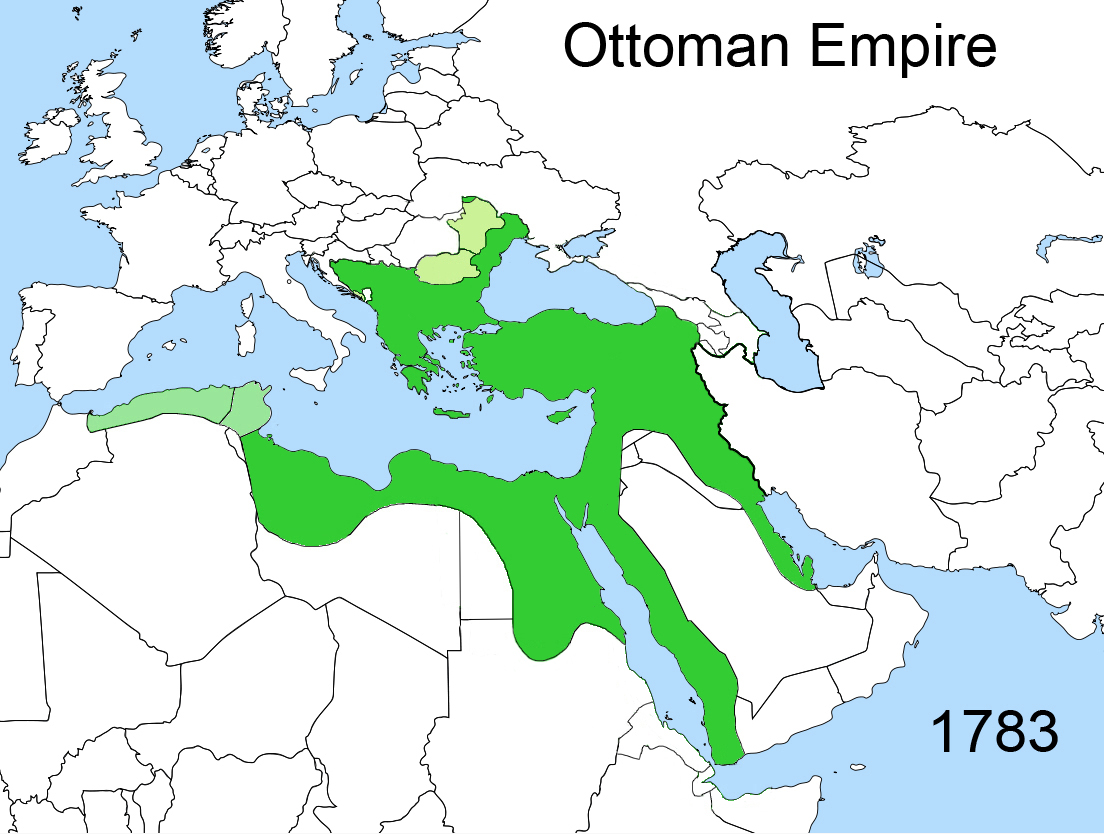
Османская империя при Абдул-Хамиде I, 1783

Абдул-Хамид I был сыном султана Ахмеда III, и 21 января 1774 года он сменил на троне своего брата Мустафу III.
Долгое затворничество во дворце в стороне от государственных дел сделало Абдул-Хамида человеком набожным, богобоязненным и тихим в принятии решений. В его правление финансовые ресурсы государства дошли до того, что не было средств выплачивать обычное жалованье янычарам.
Неизбежная война с Российской империей, однако, кончилась меньше чем через год после его вступления на престол и привела к поражению османов при Козлудже и последующему Кючук-Кайнарджийскому мирному договору 21 июля 1774 года, по которому Российской империи было предоставлено право иметь на Чёрном море военно-морской флот и распространить своё влияние на немусульманских подданных Османской империи на Балканах и в Крыму.
Серьёзные поражения вынудили его пойти на административную и военную реформу.
Некоторые успехи в борьбе против восставших Сирии и Мореи не могли компенсировать потерю Крыма, который русская императрица вскоре вознамерилась присоединить целиком. В 1783 году Крым вошёл в состав Российской империи. Османское государство было совершенно не готово к новой войне, но общественное мнение, возмущённое столь неприкрытым нарушением Кючук-Кайнарджийского мира, требовало объявить войну Российской империи. В 1787 году началась война с Российской империи, в которой с 1788 года участвовала также и Австрия. Однако австрийский император Иосиф II был полностью расположен в отношении императрицы Екатерины II Великой и способствовал её триумфальному наступлению на Крым. В 1788 Очаков стал русским.
Султан Абдул-Хамид I умер через 4 месяца после падения Очакова в возрасте 64 лет от инсульта (апоплексического удара) в имперском стамбульском дворце.

## Семья
Жёны
- Айше Кадын-эфенди (ум. 1775: главная кадын[2])
- Рухшах Хатидже Кадын-эфенди (главная кадын[3])[4]
- Бинназ Кадын-эфенди (Бейназ[4]) (ум. в мае 1823[4]; третья кадын[5][6])
- Мехтабе Кадын-эфенди (бывшая калфа, четвёртая кадын[7])
- Мутебер Кадын-эфенди (пятая кадын[7])
- Айше Синепервер-султан (ум. 11 декабря 1828[4]; шестая кадын[8])
- Накшидиль-султан[7] (1766 — 22 августа 1817[9])[4]; седьмая кадын[10])
- Айше Кадын-эфенди (ум. 1784)[4]
- Айше Кадын-эфенди (ум. 1824[2]/1825)[4]
- Фатьма Шебсефа (Шебисефа) Кадын-эфенди (ум. 1805)[4][3][11]
- Хатидже Кадын-эфенди (ум. 1807)[4][12]
- Хюмашах Кадын-эфенди[5] (ум. 1778)[4][13]
- Мислинаяб Кадын-эфенди[7]
- Неврес Кадын-эфенди (ум. 1797[14])
- Нюкхетсеза Кадын-эфенди (ум. 4 июня 1850)[4][15]
- Дильпезир Кадын-эфенди[5]
- Неизвестная (ум. 19 января 1829)[4]

Сыновья
- Абдулла (1775[16]; предположительно мертворождённый[17])
- Мехмед (21/22[18] августа 1776 — 20 февраля 1781; мать — Хюмашах Кадын-эфенди)
- Ахмед (8/12[19] декабря 1776 — 29 октября 1778)
- Абдуррахим (1777[20]; предположительно мертворождённый[17])
- Сулейман (17 марта 1779 — 19 января 1786)[21]
- Мустафа IV (8 сентября 1779 — 16 ноября 1808/11 декабря 1828[2]; мать — Айше Сениепервер-султан[2])
- Абдулазиз (1779[16]; предположительно мертворождённый[17])
- Селим (1779 — ум. в детстве)
- Нусрет Мехмед (20 сентября 1782 — 21/22[15] октября 1785)
- Мурад (22 октября 1783 — 21 февраля 1785[22]; мать — Накшидиль-султан[10])
- Алемшах (11 декабря 1784 — февраль 1786)
- Махмуд II (20 июля 1785 — 1 июля 1839; мать — Накшидиль-султан[9])

Дочери
- Ахретлик Айше Дюррюшехвар-ханым[23] (до 1774 — май 1826) — по одной из версий, родилась до восшествия отца на престол[24], её существование держалось в тайне, а жила она вдали от дворца; по другой — была приёмной дочерью султана[25]. Была замужем за Ахмедом Назифом-эфенди (казнён 21 июня 1789), сыном Хаджи Селима-аги. В браке родила дочерей Атиетуллах (ум. 1848) и Зейнеб (ум. 1805)[24].
- Айше-султан (30 июня[2] — 8 сентября 1777)
- Эсма-султан[8] (17 июля 1778 — 4 июня 1848; мать — наложница, умершая 19 января 1829[26]) — с 29 мая 1792 года была замужем за капуданом Кючюк Хюсейном-пашой (1758 — 8 декабря 1803).
- Эсма-султан (2 августа 1778 — ум. в детстве; мать — Айше Сениепервер-султан[27])
- Айнишах-султан[28] (22 июня — 11 августа 1780[29])
- Рабиа-султан[28] (20 марта — 29 марта/27 мая[30] 1780)
- Мелекшах-султан[28] (28 января — 24 декабря 1781)[18]
- Рабиа-султан[28] (10 августа/июнь[30] 1781 — 3 февраля 1782)
- Фатьма-султан[28] (12 декабря 1782 — 13 ноября 1785)[11]
- Хатидже-султан[8] (6 октября 1784 — ум. в детстве)
- Алемшах-султан[31] (11 октября 1784 — февраль 1786[32])
- Салиха-султан[31] (27[33]/30 ноября 1786 — 5 июня 1787; мать — Накшидиль-султан[10])
- Эмине-султан[34] (5 января 1788—1790/1791[35])
- Хибетуллах-султан[31] (6 марта 1789 — 9 октября 1841[13]; мать — Фатьма Шебсефа Кадын-эфенди[3][11]) — с 1801 года была замужем за Алаеддином-пашой.
- Зекие-султан (ум. 20 марта 1788)

## Образ в кино
- «Адмирал Ушаков» (1953) — актёр Вадим Васильев.
- «Султан-невольник» (2012) — актёр Али Басар.

## Память
- В честь Абдул-Хамида I назван центральный рынок Дамаска — сук Аль-Хамидия.